# El río y la muerte
El río y la muerte is een Mexicaanse dramafilm uit 1955 onder regie van Luis Buñuel.

## Verhaal
Er heerst dood en verderf in een Mexicaans dorp aan een rivier. Er lijkt geen einde te komen aan de eeuwigdurende vendetta's tussen de verschillende families.

## Rolverdeling
| Acteur                | Personage        |
| --------------------- | ---------------- |
| Columba Domínguez     | Mercedes         |
| Miguel Torruco        | Felipe Anguiano  |
| Joaquín Cordero       | Gerardo Anguiano |
| Jaime Fernández       | Romulo Menchaca  |
| Víctor Alcocer        | Polo Menchaca    |
| Silvia Derbez         | Elsa             |
| José Elías Moreno     | Don Nemesio      |
| Carlos Martínez Baena | Don Julian       |